# Лейк-В'ю (Алабама)
Лейк-В'ю (англ. Lake View) — місто (англ. town) в США, в окрузі Таскалуса штату Алабама. Населення — 3560 осіб (2020).

## Географія
Лейк-В'ю розташований за координатами 33°16′54″ пн. ш. 87°8′29″ зх. д. / 33.28167° пн. ш. 87.14139° зх. д. (33.281696, -87.141300).  За даними Бюро перепису населення США в 2010 році місто мало площу 4,74 км², з яких 4,14 км² — суходіл та 0,61 км² — водойми. В 2017 році площа становила 6,04 км², з яких 5,43 км² — суходіл та 0,61 км² — водойми.

## Демографія
Згідно з переписом 2010 року, у місті мешкали 1943 особи в 676 домогосподарствах у складі 564 родин. Густота населення становила 410 осіб/км².  Було 700 помешкань (148/км²).
Расовий склад населення:
| - 93,9 % — білих - 4,2 % — чорних або афроамериканців - 0,7 % — азіатів - 0,1 % — корінних американців |

До двох чи більше рас належало 0,9 %. Частка іспаномовних становила 0,6 % від усіх жителів.
За віковим діапазоном населення розподілялося таким чином: 26,4 % — особи молодші 18 років, 65,3 % — особи у віці 18—64 років, 8,3 % — особи у віці 65 років та старші. Медіана віку мешканця становила 35,9 року. На 100 осіб жіночої статі у місті припадало 96,9 чоловіків;  на 100 жінок у віці від 18 років та старших — 96,8 чоловіків також старших 18 років.
Середній дохід на одне домашнє господарство  становив 100 800 доларів США (медіана — 88 594), а середній дохід на одну сім'ю — 102 513 долари (медіана — 90 313). Медіана доходів становила 54 432 долари для чоловіків та 42 448 доларів для жінок. За межею бідності перебувало 2,2 % осіб, у тому числі 2,4 % дітей у віці до 18 років та 0,0 % осіб у віці 65 років та старших.
Цивільне працевлаштоване населення становило 1316 осіб. Основні галузі зайнятості: освіта, охорона здоров'я та соціальна допомога — 22,0 %, виробництво — 14,7 %, будівництво — 8,8 %, науковці, спеціалісти, менеджери — 8,6 %.